# Halo (fenómeno meteorológico)

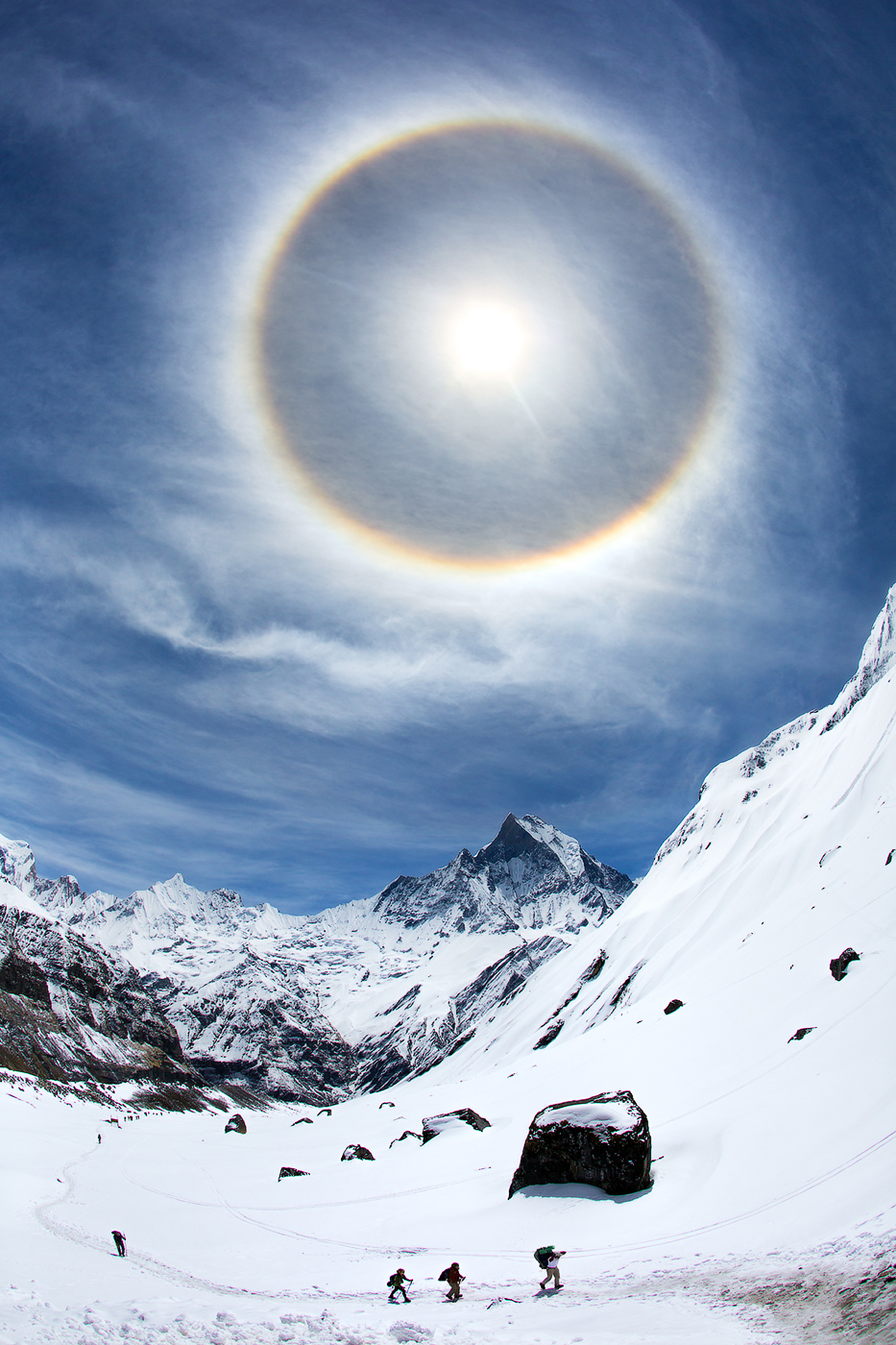
Halo solar de 22º en Annapurna, Nepal.

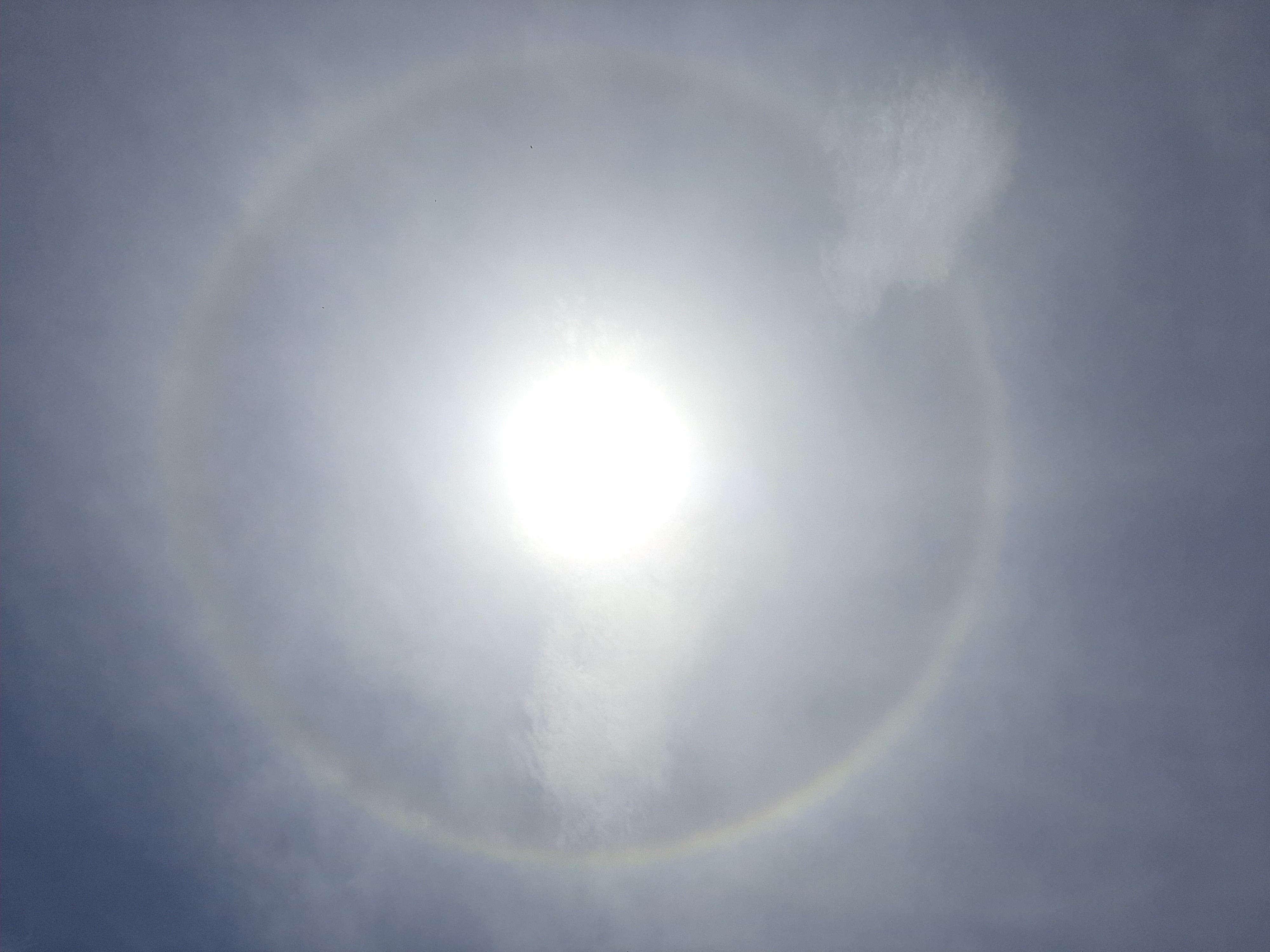
Sol rodeado por un halo solar, fotografía tomada en la ciudad de Bogotá, Colombia.

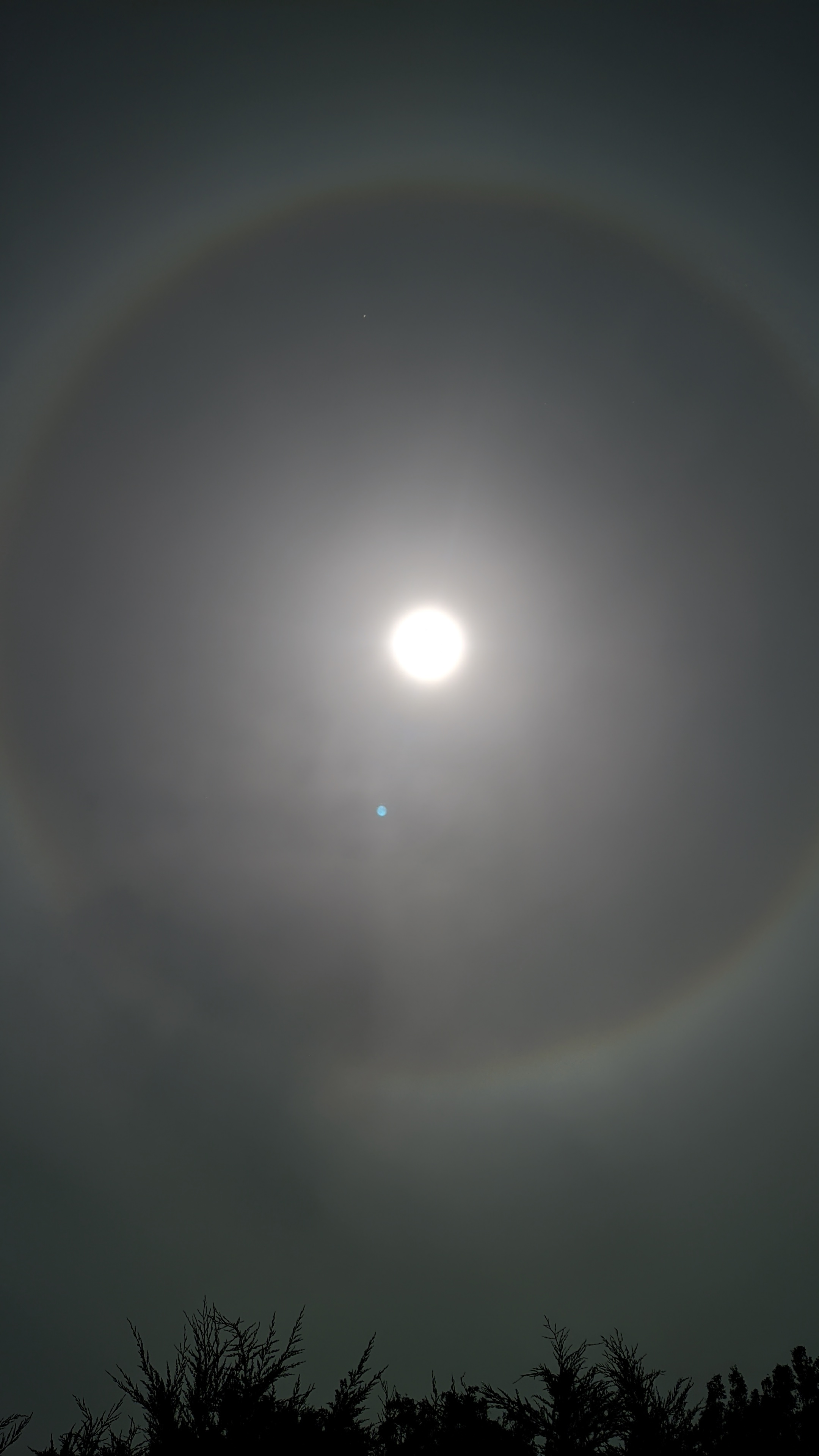
Halo lunar en Constitución, Chile (4 de septiembre de 2020).

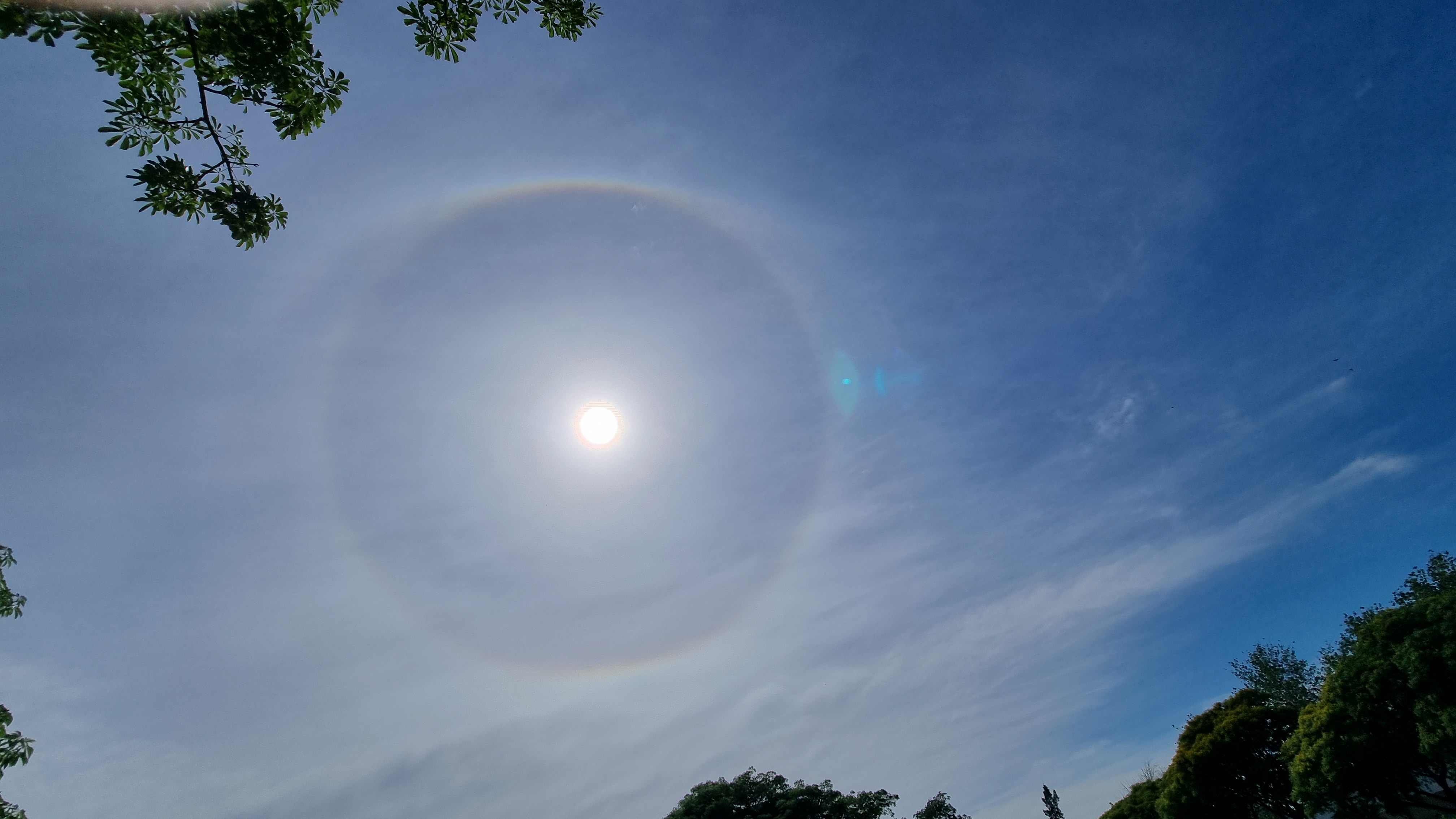
Halo solar en Buenos Aires, Argentina (10 de diciembre de 2022).

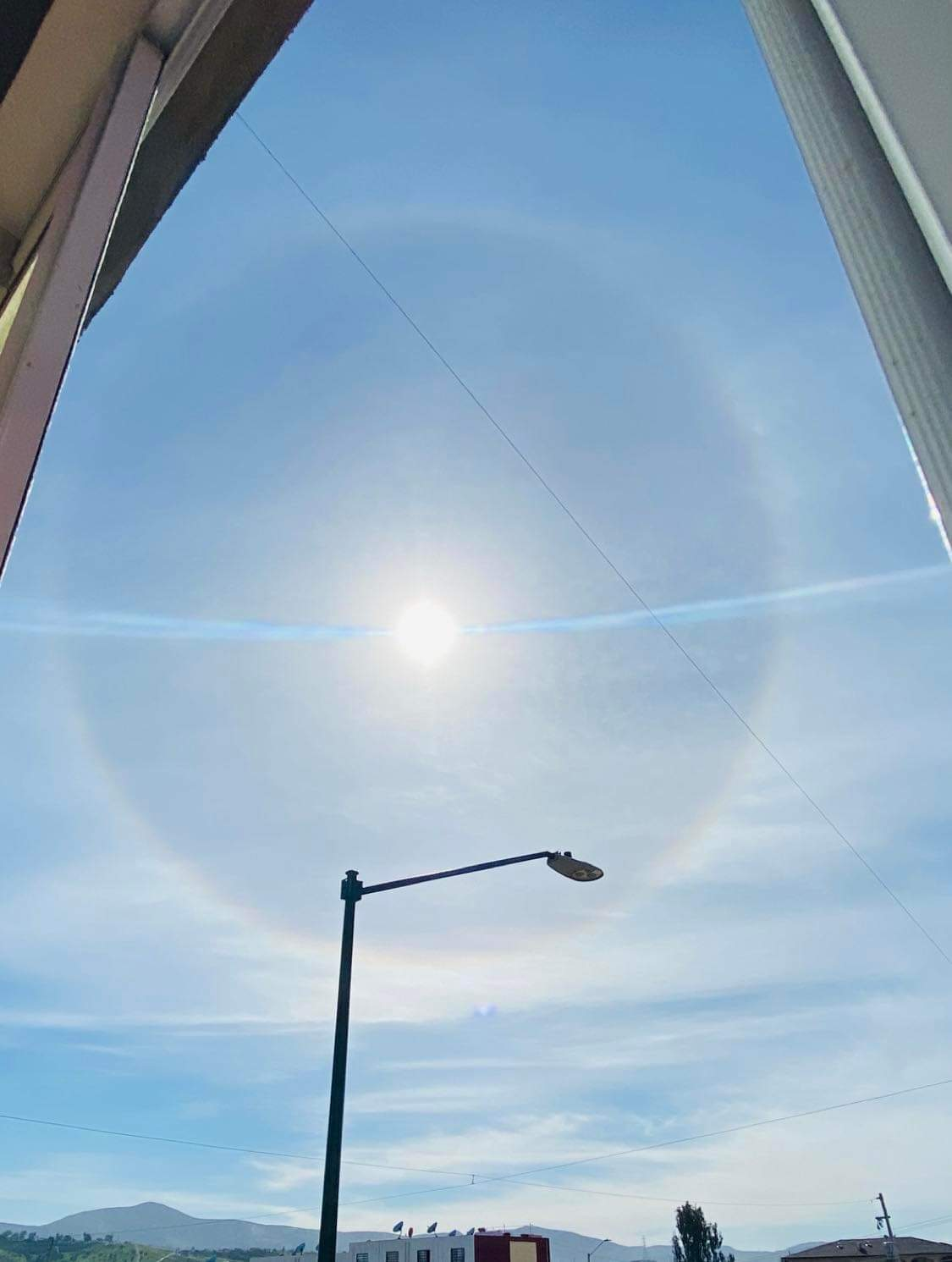
Halo solar en Tijuana, México.

Un halo es  el  efecto óptico en forma de disco alrededor del Sol o la Luna y que presenta un anillo iridiscente en su circunferencia exterior. Usualmente se ve en lugares fríos como Antártida, Alaska, Groenlandia, norte de Escandinavia, zonas boreales de Rusia, Canadá y Reino Unido, aunque también ha sido visible en países con clima tropical como Chile, Bolivia , Paraguay, Argentina, Venezuela, Guatemala, Colombia, Ecuador, Costa Rica, República Dominicana, Perú, Panamá, Nicaragua , México y otros. Puede ocurrir en cualquier lugar, si se dan las condiciones atmosféricas adecuadas, como por ejemplo fuera de las áreas polares, en zonas donde se estén desarrollando tormentas o haya mal tiempo, o en zonas templadas cuando el aire atmosférico posea ligeras nubes cristalizadas por el frío (casi siempre nubes del tipo cirrostratus). El halo es causado por partículas de hielo en suspensión en la troposfera que dispersan la luz generando un espectro de colores alrededor de la Luna o el Sol.
El anillo del halo suele ser iridiscente con el color rojo en el lado interior del anillo y el verde y el azul claro en la parte externa, también pueden parecer un arcoíris completo.
Los halos son anillos de color blanco o de una tonalidad pálida que se forman en la atmósfera terrestre (y presumiblemente en otros planetas dotados de una atmósfera) alrededor de las imágenes luminosas del Sol o de la Luna (o de cualquier otro astro o satélite). Los mecanismos físicos que los producen son la reflexión y la refracción en los pequeños cristales de hielo que constituyen las nubes altas de tipo cirrus. El tipo más común es el generado por procesos de refracción en cristales de hielo hexagonales. En este caso el radio angular del halo es de 22°.
En la tropósfera se dan casi todos los fenómenos meteorológicos. En esta capa suceden los cambios climáticos; además, se alojan en esta zona casi todos los tipos de nube.
La tropósfera se hace cada vez más fría con la altura y en su límite superior, aproximadamente a 10 km, la temperatura es de –65 °C. Esta capa contiene partículas de polvo y cristales de sal marina, elementos indispensables para la formación de las nubes.

## Historia
Mientras que Aristóteles había mencionado los halos y los parhelia, en la antigüedad, las primeras descripciones europeas de exhibiciones complejas fueron las de Christoph Scheiner en Roma (c. 1630), Johannes Hevelius en Danzig (1661), y Tobias Lowitz en San Petersburgo (c. 1794).
Los observadores chinos los habían registrado durante siglos, siendo la primera referencia una sección de la «Historia Oficial de la Dinastía Chin» (Chin Shu) en 637, sobre los «Diez Halos», dando términos técnicos para 26 fenómenos de halos solares. 

### Vädersolstavlan

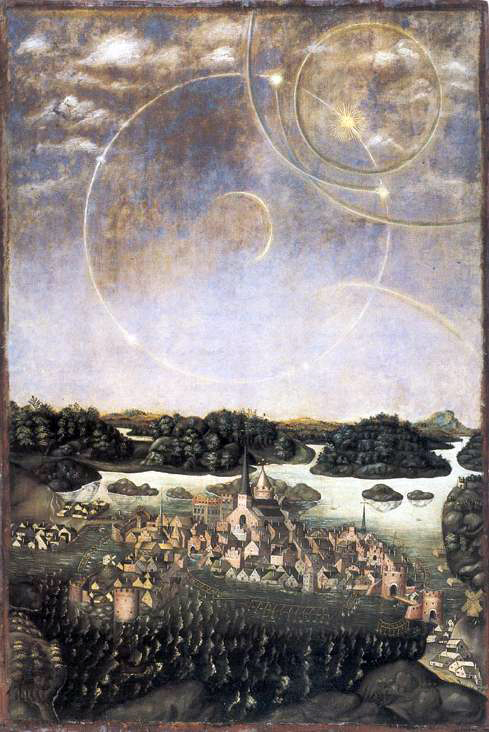
La llamada «Pintura del Perro Sol» (Vädersolstavlan) que representa Estocolmo en 1535 y el fenómeno celeste interpretado en la época como un presagio ominoso.

Aunque se conoce sobre todo y se cita a menudo por ser la representación en color más antigua de la ciudad de Estocolmo, Vädersolstavlan (sueco; «La pintura del Sundog», literalmente «La pintura del sol del tiempo») es posiblemente también una de las representaciones más antiguas que se conocen de un halo, que incluye un par de perros del sol. Durante dos horas de la mañana del 20 de abril de 1535, los cielos de la ciudad se llenaron de círculos y arcos blancos que cruzaban el cielo, mientras otros soles (es decir, perros solares) aparecían alrededor del Sol.

## Tipos de halos

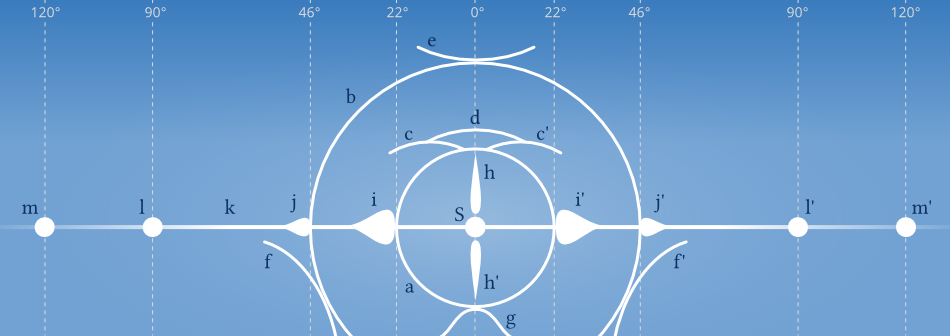
Representación plana de los principales tipos de halos solares.

Existen halos de 46°, halos complejos, halos incompletos
- Los halos de 46° son iguales que los de 22°, aunque de mayor tamaño.
- Los halos complejos son halos bastante extraños. Pueden citarse dos:
  1. Halos con parhelio: son halos de 22°, con un parhelio en cada esquina.
  2. Los halos dobles son los halos que encajan uno sobre otros, también llamados "perros solares". Por ejemplo, un halo de 22° con otro de 46°.

### Halo solar

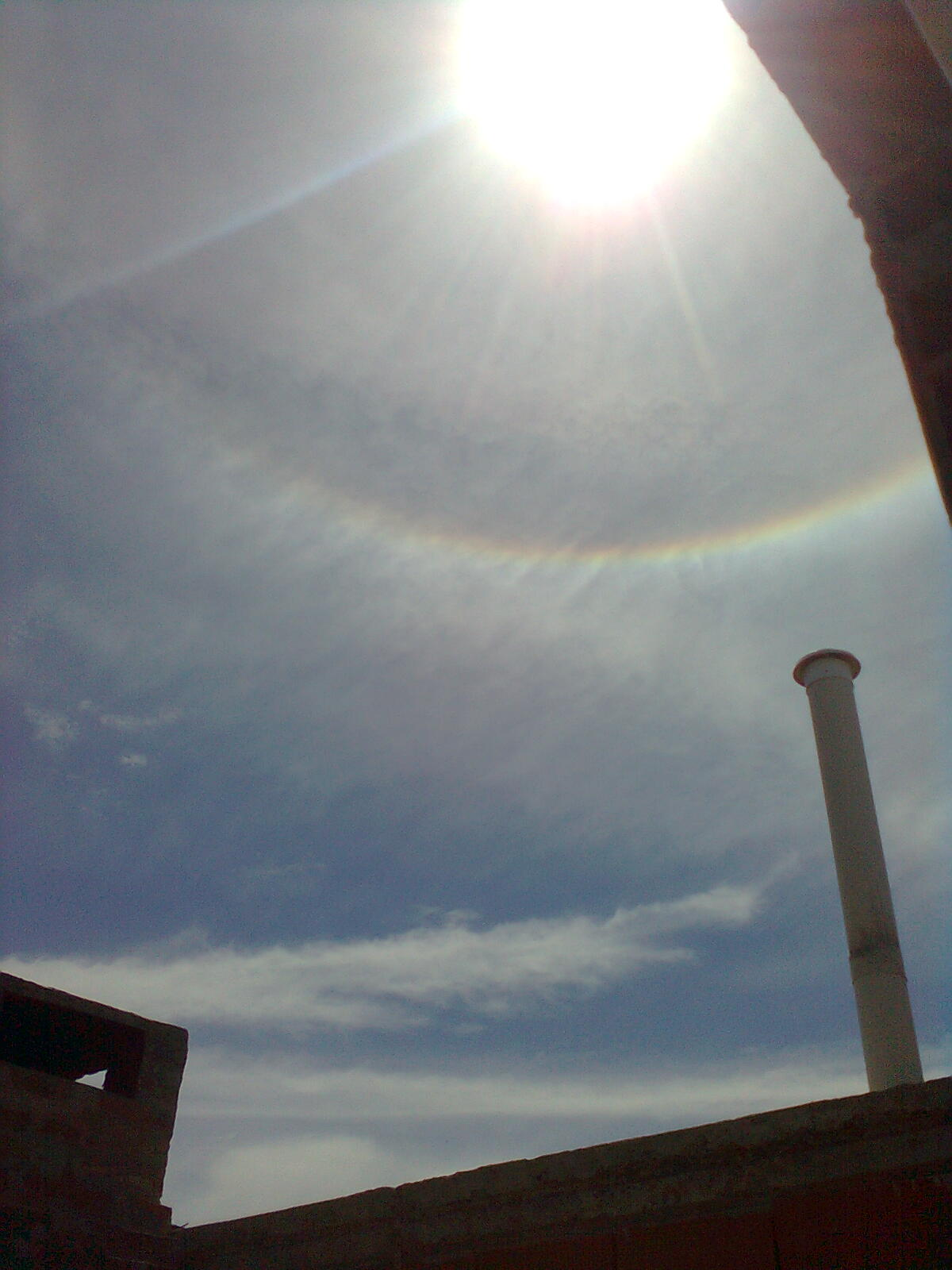
Halo solar capturado en Punta Alta (Argentina), a las 11:58 del 28 de enero de 2013. Fue visible desde gran parte de Argentina, a causa de las particulares condiciones atmosféricas de la jornada.

Se debe evitar mirar directamente al Sol debido a la radiación solar general y a su composición de rayos ultravioleta, que traspasan la capa de ozono y que producen daño al tejido ocular (retina, cristalino, etc.). Para ello, se puede emplear algún objeto de forma circular tapando la visión del Sol a fin de dejar a la vista únicamente el círculo de colores que lo rodea, simulando un eclipse.

### Halo lunar
El anillo se forma cuando la luz de la Luna se refracta (se dobla) al pasar a través de cristales de hielo. Los halos lunares solo serán visibles si hay nubes suficientemente altas (es decir, suficientemente frías para que se formen los cristales de hielo) y delgadas. La forma típica hexagonal de un cristal de hielo desvía la luz de la Luna en un ángulo de 22° (el equivalente a dos puños cerrados con el brazo extendido), así que el anillo completo describe un diámetro de 44° desde nuestro punto de vista. Solamente se han visto anillos cuando la Luna está próxima a ser llena. La Luna debería ser capaz de producir un anillo en cualquiera de sus fases, pero tal vez la luz que refleja en otras posiciones es demasiado débil para que se pueda ver.

## Halos artificiales
Los fenómenos naturales pueden reproducirse artificialmente por varios medios. En primer lugar, mediante simulaciones por ordenador, o, en segundo lugar, por medios experimentales. En cuanto a este último, se puede tomar un solo cristal y girarlo alrededor del eje o ejes apropiados, o adoptar un enfoque químico. Un enfoque experimental aún más indirecto consiste en encontrar geometrías de refracción análogas.

### Enfoque de refracción análoga

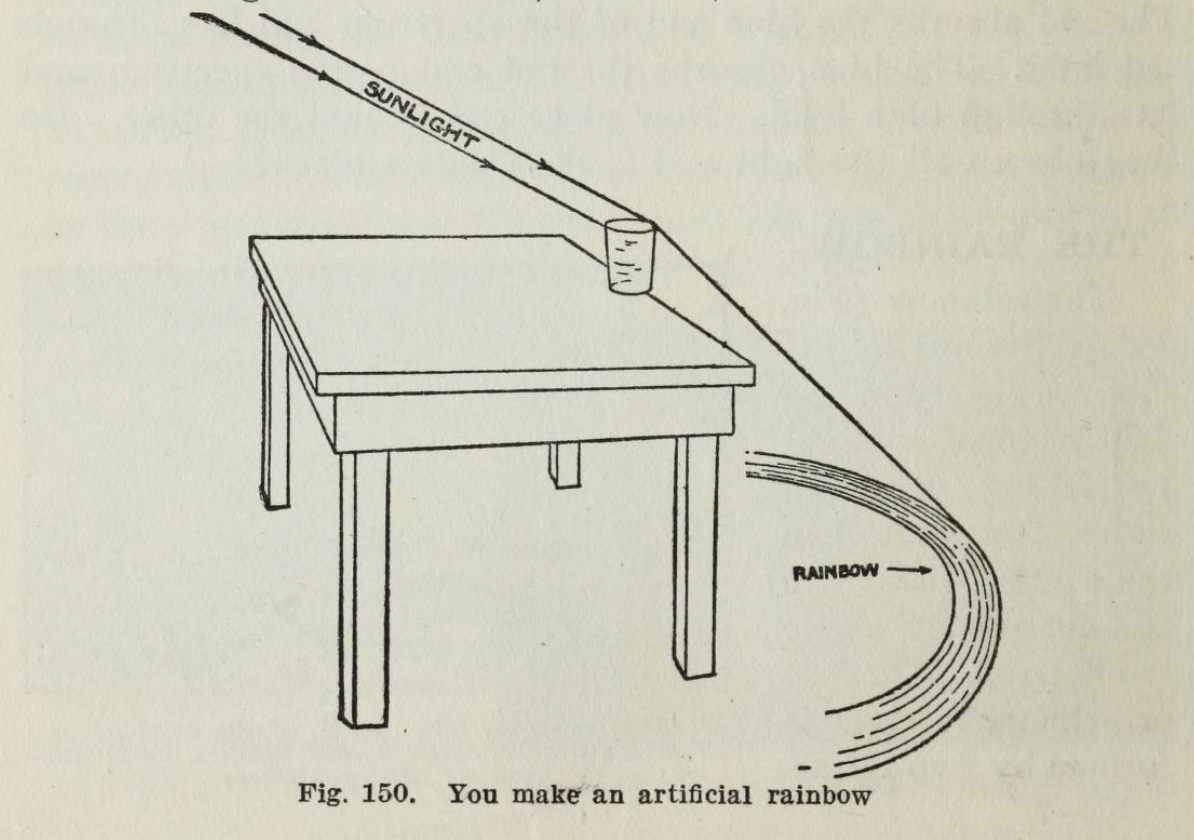
Experimento de demostración de refracción análoga para el Arco Circumzenital. Aquí, se etiqueta erróneamente como arco iris artificial en el libro de Gilberts.

Este enfoque emplea el hecho de que en algunos casos la geometría media de refracción a través de un cristal de hielo puede ser imitada / mimetizada a través de la refracción a través de otro objeto geométrico. De este modo, el Arco circumzenital, el Arco circumhorizontal y los arcos de Parry pueden recrearse mediante la refracción a través de cuerpos estáticos rotacionalmente simétricos (es decir, no prismáticos). Un experimento de sobremesa especialmente sencillo reproduce artificialmente los vistosos arcos circuncenitales y circunhorizontales utilizando únicamente un vaso de agua. La refracción a través del cilindro de agua resulta ser (casi) idéntica a la refracción promediada rotacionalmente a través de un cristal de hielo hexagonal vertical / cristales orientados a placas, creando así arcos circuncenitales y circunhorizontales de vivos colores. De hecho, el experimento del vaso de agua se confunde a menudo con la representación de un arco iris y existe al menos desde 1920.
Siguiendo la idea de Huygens sobre el mecanismo (falso) de los parhelios de 22°, también se puede iluminar (desde un lado) un vaso cilíndrico lleno de agua con una obstrucción central interior de la mitad del diámetro del vaso para conseguir al proyectarlo en una pantalla una apariencia que se asemeje mucho a los parhelios (cf. nota [39] en Ref., o véase aquí), es decir, un borde rojo interior que pasa a una banda blanca en ángulos mayores a ambos lados de la dirección de transmisión directa. Sin embargo, aunque la coincidencia visual es cercana, este experimento en particular no implica un mecanismo cáustico falso y, por lo tanto, no es un análogo real.

### Enfoques químicos
Las primeras recetas químicas para generar halos artificiales fueron propuestas por Brewster y profundizadas por A. Cornu en 1889. La idea consistía en generar cristales por precipitación de una solución salina. Los innumerables pequeños cristales así generados provocarán entonces, al ser iluminados con luz, halos correspondientes a la geometría particular del cristal y a la orientación / alineación. Existen varias recetas y se siguen descubriendo. Los anillos son un resultado común de tales experimentos. Pero también se han producido artificialmente arcos de Parry de esta manera.

### Enfoques mecánicos

#### Eje único
Los primeros estudios experimentales sobre el fenómeno del halo se han atribuido a Auguste Bravais en 1847. Bravais utilizó un prisma de vidrio equilátero que hizo girar alrededor de su eje vertical. Al iluminarlo con luz blanca paralela, producía un círculo parhelicoidal artificial y muchos de los parhelios incrustados. De forma similar, A. Wegener utilizó cristales giratorios hexagonales para producir subhelios artificiales. En una versión más reciente de este experimento, se han encontrado muchos más parhelios incrustados utilizando cristales hexagonales de vidrio BK7 disponibles comercialmente. Experimentos sencillos como estos pueden utilizarse con fines educativos y experimentos de demostración. Desafortunadamente, utilizando cristales de vidrio no se puede reproducir el arco circuncenital o el arco circunhorizontal debido a las reflexiones internas totales que impiden las trayectorias de rayos requeridas cuando {\displaystyle n<{\sqrt {2}}}.
Incluso antes que Bravais, el científico italiano F. Venturi experimentó con prismas puntiagudos llenos de agua para demostrar el arco circuncenital. Sin embargo, esta explicación fue sustituida posteriormente por la explicación correcta del CZA por Bravais.

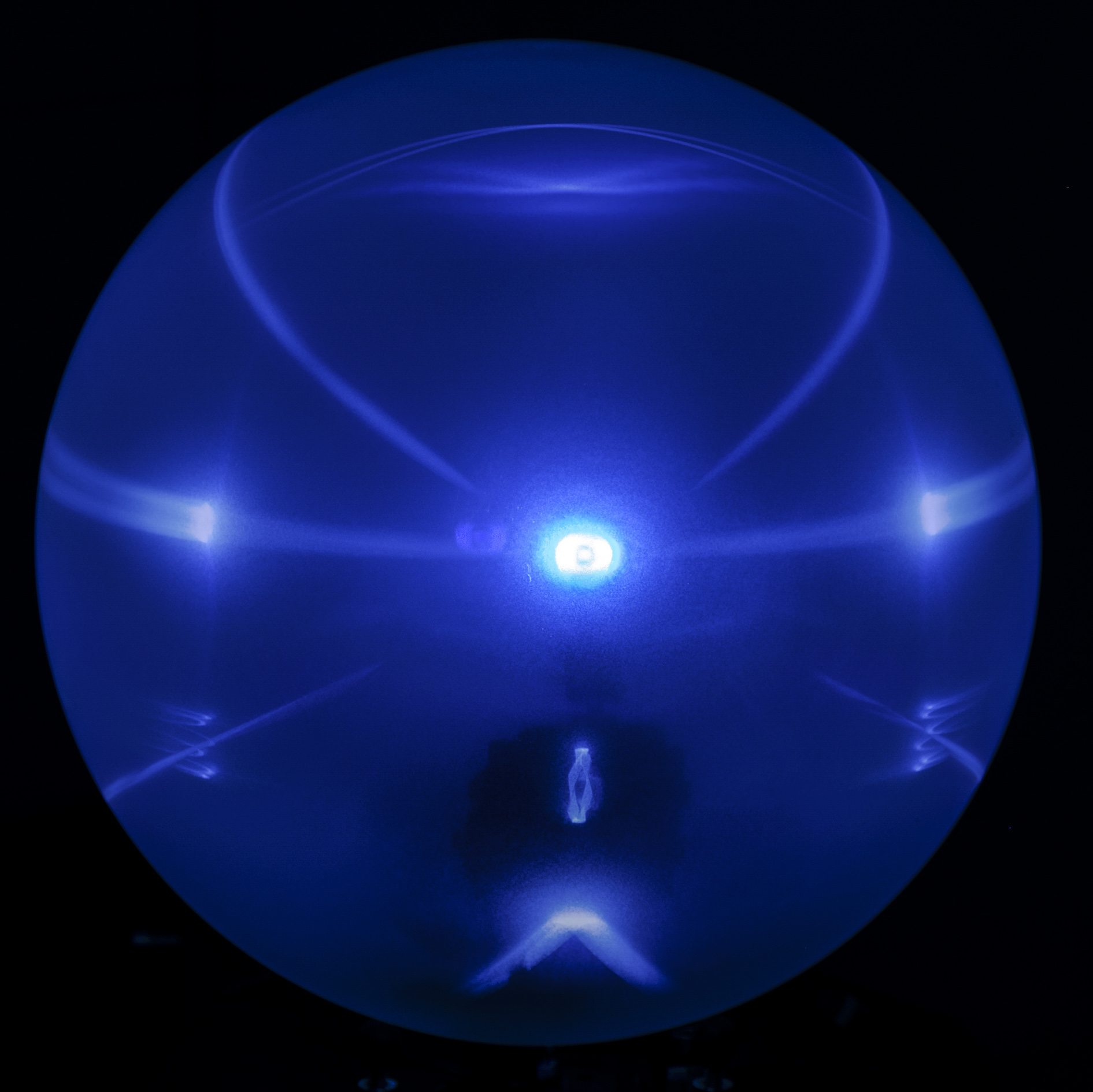
Halo artificial proyectado en una pantalla esférica. Visibles son: Arcos tangenciales, arcos de Parry, (sub)parhelia, círculo parhelicoidal, arcos heliacos.

 Se han empleado cristales de hielo artificiales para crear halos que de otro modo serían inalcanzables en el enfoque mecánico mediante el uso de cristales de vidrio, por ejemplo, arcos circuncenitales y circunhorizontales. El uso de cristales de hielo garantiza que los halos generados tengan las mismas coordenadas angulares que los fenómenos naturales. Otros cristales como el NaF también tienen un índice de refracción cercano al hielo y se han utilizado en el pasado.

#### Dos ejes
Para producir halos artificiales, como los arcos tangentes o el halo circunscrito, es necesario girar un cristal hexagonal columnar simple alrededor de dos ejes. Del mismo modo, los arcos de Lowitz pueden crearse rotando un cristal de placa única alrededor de dos ejes. Esto puede hacerse mediante máquinas de halo de ingeniería. La primera máquina de este tipo se construyó en 2003; le siguieron varios más. Colocando tales máquinas en el interior de pantallas de proyección esféricas, y mediante el principio de la llamada transformación del cielo, la analogía es casi perfecta. Una realización que utiliza microversiones de las máquinas mencionadas produce auténticas proyecciones sin distorsiones de dichos halos artificiales complejos. Por último, la superposición de varias imágenes y proyecciones producidas por dichas máquinas de halos puede combinarse para crear una única imagen. La imagen de superposición resultante es entonces una representación de complejos despliegues de halos naturales que contienen muchos conjuntos de prismas de hielo con diferentes orientaciones.

#### Tres ejes
La reproducción experimental de halos circulares es la más difícil usando un solo cristal, mientras que es la más simple y típicamente lograda usando recetas químicas. Utilizando un único cristal, es necesario realizar todas las orientaciones 3D posibles del cristal. Esto se ha logrado recientemente mediante dos enfoques. El primero utilizando neumática y un sofisticado aparejo, y el segundo utilizando una máquina de paseo aleatorio basada en Arduino que reorienta estocásticamente un cristal incrustado en una esfera transparente de paredes finas.